# Energiebuchhaltung
Die Energiebuchhaltung ist ein Instrument zur Erfassung und Auswertung von Verbrauchswerten bzw. Erträgen, das insbesondere im Bereich des kommunalen Facilitymanagements angewendet wird. Ziel der Energiebuchhaltung sind vergleichbare Kennwerte und damit verbunden eine Beurteilung der Energiewerte. Schließlich können daraus Möglichkeiten zur Optimierung der Energieeffizienz aufgezeigt und Optimierungsmaßnahmen belegt werden.
Die energierelevanten Daten müssen zur Auswertung regelmäßig erfasst und gespeichert werden. Dies kann manuell durch Ablesung der Zählerstände oder automatisiert erfolgen.